# Anastomos
Anastomos (munöppning, sammanflöde) är en naturlig eller konstlad öppen förbindelse mellan till exempel två blodkärl eller två tarmavsnitt; termen brukas även oriktigt om liknande förbindelser mellan nerver.
Om en mängd anastomoserande kärl finns på ett mindre område, uppstår där ett kärlnät, såsom vanligen är händelsen med kapillärerna och ofta inträffar med vener, då "flätor" bildas. På vissa ställen (till exempel på knäet och fotknölarna) kallas sådana anastomoserande små artärer "undernät" (retia mirabilia; mirabilia betyder 'fantastisk'). Dessa anastomoser mellan kärlen mångfaldigar vägarna för den i dem cirkulerande vätskan till och från kroppens olika delar och organ samt gör dess oavbrutna lopp möjligt, även om hinder skulle uppstå på ett eller flera ställen.
En anastomos i magtarmkanalen upprättas efter att en del av tarmen (eller matstrupe, magsäck) avlägsnats och kontinuitet ska återskapas. Alternativet vid tarmresektion är att lägga ut tarmänden på bukväggen och skapa en stomi. Orsaker till att en del av magtarmkanalen avlägsnas är flera, som till exempel tumörsjukdom, inflammation och traumatiska skador.
Tekniken att sy ihop tarmändar fanns redan på 1800-talet. Nicholas Senn publicerade 1893 en artikel i JAMA (The journal of the American Medical Association) om olika tekniker att skapa tarmanastomoser. Tekniken har fortsatt att utvecklats och en anastomos kan antingen sys för hand eller häftas ihop med hjälp av en agraff. När en tarmanastomos sys för hand görs det så kallat seromuskulärt, dvs suturen löper igenom serosa, muskularis och submucosa (olika lager i tarmväggen) och lämnar det innersta lagret, mucosan, att täcka sömmen inifrån. Konsekvensen om en anastomos inte läker blir att tarminnehåll läcker ut på fel sida av tarmen, ett så kallat anastomoläckage. Studier har inte påvisat någon skillnad i incidens av anastomosläckage mellan handsydd eller staplad anastomos. Ett anastomosläckage är en fruktad komplikation efter kirurgi i magtarmkanalen och kan leda till förlängd sjukhusvistelse, ytterligare kirurgi och försämrad överlevnad.